# Hydroporus laetabilis
Hydroporus laetabilis là một loài bọ cánh cứng trong họ Bọ nước. Loài này được Walker miêu tả khoa học năm 1858.